# حرية الدين في صربيا
تشير حرية الدين في صربيا إلى مدى قدرة الناس في صربيا على ممارسة معتقداتهم الدينية بحرية، مع مراعاة سياسات الحكومة والمواقف المجتمعية تجاه الجماعات الدينية.
لا تحتفظ الحكومة بسجلات عن أعمال العنف ذات الدوافع الدينية، كما أن التقارير الواردة من المنظمات الدينية الفردية قليلة.
تنص قوانين صربيا على حرية الدين، وتحظر إقامة دين للدولة، وتحظر التمييز الديني. في حين أن توثيق الحكومة، ليس ضروريًا لممارسة الجماعات الدينية، تمنح الحكومة امتيازات معينة للجماعات المسجلة. تحتفظ الحكومة بنظام من مستويين من المجموعات المسجلة، مقسمة بين مجموعات «تقليدية» وجماعات «غير تقليدية». واشتكت مجموعات الأقليات والمراقبون المستقلون من أن هذا النظام يتكون من تمييز ديني.
وضعت الحكومة برامج لاستعادة الممتلكات التي صادرتها حكومة يوغوسلافيا بعد الحرب العالمية الثانية، والممتلكات المفقودة في الهولوكوست.
انتُقدت وسائل الإعلام وأعضاء البرلمان لاستخدامهم لغة مُحَقِّرة عند الإشارة إلى الجماعات غير التقليدية للأدب المعادي للسامية المتاح في المكتبات، والموجود على الإنترنت.
على الرغم من احترام الحرية الدينية إلى حد كبير من قبل حكومة مملكة يوغوسلافيا وجمهورية يوغوسلافيا الاتحادية الاشتراكية، إلا أن دساتير صربيا من خلال تجسيداتها المختلفة كدولة مستقلة أو كجزء من يوغوسلافيا لديها اسميًا دعم الحرية الدينية، كانت أيضًا موقعًا لجرائم الحرب ذات الدوافع الدينية والعرقية خلال الحرب العالمية الثانية والحروب اليوغوسلافية.

## الخصائص السكانية
وفقًا لتعداد عام 2011، فإن ما يقارب من 85% من السكان مسيحيون أرثوذكس، و5% من الروم الكاثوليك، و3% من المسلمين السنة، و1% من البروتستانت. النسبة المتبقية 6% تشمل اليهود، والبوذيين، وأعضاء الجمعية الدولية لوعي كريشنا، واللاأدريين، والمجموعات الدينية الأخرى، والأفراد الذين ليس لديهم انتماء ديني مُعلن. الغالبية العظمى من السكان الذين يُعرفون بأنهم مسيحيون أرثوذكس هم أعضاء في الكنيسة الأرثوذكسية الصربية، وهي فئة غير مدرجة على وجه التحديد في التعداد. يمكن إدراج أتباع الكنائس المقدونية، والجبل الأسود، والكنيسة الرومانية الأرثوذكسية في أعداد «المسيحيين الأرثوذكس» أو في فئة «المسيحيين الآخرين» التي تشكل جزءًا من الستة بالمائة المتبقية، اعتمادًا على كيفية تعريفهم بأنفسهم.
الكاثوليك هم في الغالب من المجريين والكروات المقيمين في مقاطعة فويفودينا. يشمل المسلمون البوشناق (المسلمون السلافيون) في جنوب غرب منطقة إقليم السنجق، والألبان الإثنيون في الجنوب، والشعب الروماني المنتشر في جميع أنحاء البلاد.

## التاريخ

### الاستقلال عن الدولة العثمانية
قبل انتفاضتين في أوائل القرن التاسع عشر والتي تكللت بإنشاء دولة صربية تتمتع بحكم ذاتي في الغالب وظلت تابعة للإمبراطورية العثمانية. في عام 1815، احتلت الإمبراطورية العثمانية صربيا لمدة 300 عام (باستثناء احتلال قصير من قبل النمسا).  في ظل الحكم العثماني، أُجبر المسيحيون الصرب على دفع ضرائب دينية وعوملوا كمواطنين من الدرجة الثانية. بعد الاستقلال الجزئي في عام 1815، أعيد تأسيس الكنيسة الأرثوذكسية الصربية. دعم الأمير ميلوش أوبرينوفيتش، رئيس الدولة، السياسات التي عززت العلمانية من أجل كبح سلطة الكنيسة على سلطته.
في أعقاب انتفاضة الهرسك عام 1875، أعلنت صربيا الحرب على الإمبراطورية العثمانية، سعيًا وراء استقلالها الكامل فيما أصبح يعرف باسم الحروب الصربية التركية. خلال الصراع، طردت القوات الصربية ما بين 30 ألف و 70 ألف مسلم، معظمهم من الألبان، من صربيا. على الرغم من خسارة الحرب الصربية التركية الأولى، نال الصرب استقلالهم في الحرب الثانية (المعروفة أيضًا باسم الحرب الروسية التركية عام 1877). أصبحت صربيا مملكة في عام 1882.

### مملكة الصرب، والكروات، والسلوفينيين
بعد الحرب العالمية الأولى، اندمجت صربيا مع مناطق أخرى في البلقان لتشكيل مملكة الصرب، والكروات، والسلوفينيين. كانت أكبر طائفة دينية هي الأرثوذكسية الشرقية (حوالي 50% من السكان)، تليها الكاثوليكية (حوالي 40%)، والجزء الأكبر من الباقي يعتنق الإسلام. واجه المسلمون معارضة من الجماعات الدينية الأخرى، لكنهم حصلوا على بعض التنازلات من الحكومة، مثل إنشاء أماكن محصورة تحكمها الشريعة الإسلامية. كان هناك عدد قليل من السكان اليهود موجودون أيضًا في المملكة، وكانوا يعاملون بشكل جيد من قبل بقية السكان والحكومة.
صدر دستور عام 1921، ما أدى إلى زيادة التوترات بين الكتل العرقية والدينية. استخدم رئيس الوزراء نيكولا باشتش الشرطة لقمع جماعات المعارضة والأقليات العرقية، ولا سيما الكروات الكاثوليك، الذين كانوا المعارضة الأساسية ضد هدفه المتمثل في إقامة دولة شديدة المركزية يهيمن عليها الصرب. في عام 1928، أطلق ممثل الصرب في البرلمان النار على مقاعد البدلاء المعارضة، ما أسفر عن مقتل ستيبان راديتش من حزب الفلاحين الكرواتي. الملك ألكسندر الأول استخدم هذا كذريعة لحظر الأحزاب السياسية الوطنية، وإلغاء الدستور وتحويل البلاد إلى ديكتاتورية شخصية، وكذلك إعادة تسميتها مملكة يوغوسلافيا وإعادة تنظيم الإدارة الداخلية للبلاد. حاول ألكسندر الأول الحد من الانفصالية العرقية والدينية من خلال الترويج لقومية يوغوسلافية موحدة، وهي إستراتيجية سياسية أدت في النهاية إلى عزل الصرب وفشلت في تهدئة الكروات.
شهدت ثلاثينيات القرن العشرين ظهور أوستاشا، وهي منظمة فاشية كرواتية دعت إلى إنشاء دولة كرواتية مستقلة بوسائل عنيفة، وشرعت في حملة إرهابية من التفجيرات والاغتيالات والتخريب. في عام 1931، تبنى ألكسندر الأول دستورًا جديدًا، كرس حرية الدين، ولكنه أسس أيضًا دولة موحدة، كان ينظر إليها من قبل غير الصرب على أنها غطاء للسيطرة الصربية على الدولة. أصدر ممثلو الأقليات المختلفة إعلانات تطالب بوضع دستور جديد. ردت الحكومة على كل من تمرد أوستاش والتصريحات السياسية بعمل بوليسي عنيف في كثير من الأحيان، ما عزز فقط دعم الجماعات الانفصالية. في أكتوبر 1934، اغتيل ألكسندر الأول على يد قومي بلغاري مقدوني كان على اتصال مع أوستاشا.
بعد وفاة ألكسندر الأول، دخلت يوغوسلافيا الوصاية على العرش بقيادة الأمير بول من يوغوسلافيا. حاول بول اتباع سياسة الديمقراطية واللامركزية على أمل تهدئة الصرب والقوميين الكروات. في عام 1941، انضمت يوغوسلافيا إلى قوى المحور، وهو قرار قوبل بمعارضة شديدة من قبل السكان الصرب، وكذلك الليبراليون والشيوعيون من جميع الجنسيات. أجبر الانقلاب العسكري بولس على الاستقالة ووضع بيتر الثاني البالغ من العمر 17 عامًا على العرش. أدى ذلك قريبًا إلى غزو ألماني.